# Robert Webb
Robert Patrick Webb (Boston, Lincolnshire, 29 de setembro de 1972) é um comediante, ator e escritor britânico. Ele é mais conhecido pelo seu papel como Jeremy Usborne na sitcom do Channel 4 Peep Show, junto ao também comediante, David Mitchell, com já participou em diversas sketchs.

## Filmografia

### Cinema
| Ano  | Título                         | Papel   |
| ---- | ------------------------------ | ------- |
| 2006 | Confetti                       | Michael |
| 2007 | Magicians                      | Karl    |
| 2012 | The Wedding Video              | Tim     |
| 2016 | Absolutely Fabulous: The Movie | Nick    |

### Televisão
| Ano       | Título                                                         | Papel                  |
| --------- | -------------------------------------------------------------- | ---------------------- |
| 1997      | The Jack Docherty Show                                         | Vários personagens     |
| 1998      | Comedy Nation                                                  | Vários personagens     |
| 2000      | Meaningful Sex                                                 | Lisa                   |
| 2000      | Bruiser                                                        | Vários personagens     |
| 2001      | Fun at the Funeral Parlour                                     | Packham                |
| 2001      | The Mitchell and Webb Situation                                | Vários personagens     |
| 2001      | People Like Us                                                 | Tom Wolfson            |
| 2002      | The Gist                                                       | Paul Ashdown           |
| 2003      | My Family                                                      | Arvo                   |
| 2003–2015 | Peep Show                                                      | Jeremy Usborne         |
| 2004      | 55 Degrees North                                               | Handler                |
| 2004–2005 | The Smoking Room                                               | Robin                  |
| 2005      | Twisted Tales                                                  | Colin                  |
| 2005      | Britain's 50 Greatest Comedy Sketches                          | Apresentador           |
| 2005      | Blessed                                                        | Bill Hathaway          |
| 2005      | Have I Got News for You                                        | Debatedor              |
| 2006      | Friday Night with Jonathan Ross                                | Ele mesmo              |
| 2006      | Rob Brydon's Annually Retentive                                |                        |
| 2006      | Imagine                                                        | Ele mesmo              |
| 2006      | Best of the Worst                                              |                        |
| 2006–2010 | That Mitchell and Webb Look                                    | Vários personagens     |
| 2007      | The Graham Norton Show                                         | Ele mesmo              |
| 2007      | Stephen Fry: 50 Not Out                                        | Ele mesmo              |
| 2007      | Time Shift                                                     | Ele mesmo              |
| 2008      | The Law of the Playground                                      | Ele mesmo              |
| 2008      | Never Mind the Buzzcocks                                       | Debatedor              |
| 2008      | Lily Allen and Friends                                         | Ele mesmo              |
| 2008      | Saturday Kitchen                                               | Ele mesmo              |
| 2008      | Would I Lie to You?                                            | Concorrente            |
| 2009      | Friday Night with Jonathan Ross                                | Ele mesmo              |
| 2009      | The One Show                                                   | Ele mesmo              |
| 2009      | The Graham Norton Show                                         | Ele mesmo              |
| 2009      | Let's Dance for Comic Relief                                   | Ele mesmo              |
| 2009      | My Life in Verse                                               | Ele mesmo              |
| 2009–2011 | Young, Dumb and Living Off Mum                                 | Apresentador           |
| 2010      | This Morning                                                   | Ele mesmo              |
| 2010      | All Star Mr. and Mrs.                                          | Ele mesmo              |
| 2010      | Great Movie Mistakes                                           | Apresentador           |
| 2010      | You Have Been Watching                                         |                        |
| 2010      | Great TV Mistakes                                              | Apresentador           |
| 2010      | BBC Breakfast                                                  | Ele mesmo              |
| 2010      | Robert's Web                                                   | Apresentador           |
| 2010      | You Have Been Watching                                         |                        |
| 2010      | Let's Dance for Sport Relief                                   | Jurado                 |
| 2010      | Cutting Edge                                                   |                        |
| 2010      | The Real Hustle: Around the World                              | Apresentador           |
| 2010      | History of Now: The Story of the Noughties                     | Apresentador           |
| 2010      | Peep Show & Tell                                               | Ele mesmo              |
| 2010      | Have I Got News for You                                        | Apresentador           |
| 2010      | Never Mind the Buzzcocks                                       | Apresentador           |
| 2010      | Mad and Bad: 60 Years of Science on TV                         |                        |
| 2010      | The Bubble                                                     |                        |
| 2010      | BBC Breakfast                                                  | Ele mesmo              |
| 2011      | Great Movie Mistakes 2: The Sequel                             | Apresentador           |
| 2011      | Great Movie Mistakes 3: Not in 3D                              | Apresentador           |
| 2011      | Alexander Armstrong's Big Ask                                  | Ele mesmo              |
| 2011      | QI                                                             | Debatedor              |
| 2011      | The Sex Researchers                                            | Narrador               |
| 2011      | Family Guy: Ground Breaking Gags                               | Apresentador           |
| 2011      | Would I Lie to You?                                            | Concorrente            |
| 2011      | 24 Hour Panel People                                           | Debatedor              |
| 2011      | Celebrity Mastermind                                           | Concorrente            |
| 2011      | Argumental                                                     | Capitão do time        |
| 2011      | EastEnders: Greatest Exits                                     | Apresentador           |
| 2011      | Pop's Greatest Dance Crazes                                    | Apresentador           |
| 2011–2012 | Fresh Meat                                                     | Dan                    |
| 2011–2012 | The Bleak Old Shop of Stuff                                    | Jedrington Secret-Past |
| 2012      | The One Show                                                   | Ele mesmo              |
| 2012      | Room 101                                                       | Ele mesmo              |
| 2012      | Doctor Who                                                     | Robô                   |
| 2012      | Threesome                                                      | Colin                  |
| 2012      | Tales of Friendship with Winnie the Pooh                       | Narrador               |
| 2013      | Great Movie Mistakes – IV: May the Fourth Be with You Cutdowns | Apresentador           |
| 2013      | The Matt Lucas Awards                                          | Ele mesmo              |
| 2013      | Ambassadors                                                    | Neil Tilly             |
| 2013      | Was It Something I Said?                                       | Ele mesmo              |
| 2013-2014 | You Saw them Here First                                        | Narrador               |
| 2013      | Agatha Christie's Marple                                       | Tim Kendall            |
| 2015      | Lego Dimensions                                                | Vários personagens     |
| 2016      | Horrible Histories                                             | Christopher Wren       |
| 2016      | Cold Feet                                                      | Grant                  |
| 2017      | Back                                                           | Andrew                 |